# Abel Xavier
Abel Luís da Silva Costa Xavier (Nampula, 30. studenog 1972.), poznatiji kao Abel Xavier, je nogometni trener, umirovljeni portugalski nogometaš i bivši nacionalni reprezentativac. Tijekom igračke karijere je nastupao u mnogim nogometnim velikanima kao što su Benfica, PSV, Liverpool, Galatasaray i A.S. Roma. Igrač je specifičan po tome što je tijekom karijere promijenio čak 12 klubova.
Trenutačno je izbornik zemlje rođenja, Mozambik.

## Karijera

### Igračka karijera
Abel Xavier je nogomet počeo igrati u portugalskom klubu Estrela da Amadora. Zbog odličnih igara kupuje ga lisabonski velikan Benfica. S klubom 1994. osvaja portugalsko prvenstvo a sljedeće sezone seli u Bari koji je igrao u Serie A. Nakon jedne sezone u klubu, Xavier odlazi u španjolski Real Oviedo za koji je nastupao dvije sezone.
1998. Xavier postaje igrač PSV Eindhovena s kojim je osvojio nizozemski Superkup. Nakon godinu dana Abel Xavier potpisuje za Everton u kojem je igrao najduže od svih klubova (tri sezone). Nakon toga klub ga prodaje gradskom rivalu Liverpoolu. U dresu Redsa, Xavier je debitirao protiv Ipswich Towna gdje je zabio svoj prvi gol za klub. Igrač je za klub zabio još jedan gol protiv Bayer Leverkusena u Ligi prvaka te je tijekom 2003. bio na posudbi u Galatasarayju.
Nakon toga Abel Xavier je igrao u Hannoveru i AS Romi dok je početkom sezone 2005./06. kao igrač bez angažmana potpisao za Middlesbrough kao zamjena za Michaela Reizigera koji je prodan PSV-u. Nakon utakmice Kupa UEFA-e protiv grčke Škode Xanthi, Xavier je pao na dopinškom testu. 23. studenog 2005. proglašen je krivim za korištenje anaboličkog steroida poznatog pod nazivom dianabol. Međutim, igrač je stalno poricao vlastitu krivnju dok ga je sportski sud suspendirao iz profesionalnog nogometa na 18 mjeseci. Abel Xavier je 21. prosinca 2005. uložio žalbu koja je odbijena. U lipnju 2006. kazna je smanjena na 12 mjeseci zbog čega je igrač mogao zaigrati već u studenom 2006. Middlesbrough je unatoč cijelom incidentu zadržao Xaviera koji je za Boro igrao tijekom sezone 2006./07. dok je prvi gol za klub nakon skidanja suspenzije postigao u siječnju 2007. protiv Bolton Wanderersa.
14. svibnja 2007. objavljeno je da će se Xavier pridružiti američkom Los Angeles Galaxyju. Prvu utakmicu za Galaxy odigrao je 17. lipnja 2007. protiv Real Salt Lakea gdje je ostvario asistenciju. Igrač je za klub igrao godinu dana nakon čega je napustio Los Angeles dok je u jednom interviewu za navijački nogometni web site kritizirao menadžera kluba Ruuda Gullita i MLS.
Igrač je objavio prekid igračke karijere u prosincu 2009. Također, Xavier se preobratio na islam te uzeo ime Faisal, tako da se danas službeno zove Faisal Xavier.

### Reprezentativna karijera
Xavier je najprije nastupao za portugalsku do 17 reprezentaciju na Svjetskom prvenstvu u Škotskoj dok je s do 21 selekcijom 1994. godine stigao do finala Europskog prvenstva.
Za seniorsku vrstu Abel Xavier je debitirao 1993. godine. Propustio je EURO 96' u Engleskoj te mu je prvu veliko natjecanje bio EURO 2000. u Belgiji i Nizozemskoj. Na tom turniru bio je jedna od ključnih figura portugalske reprezentacije koja je stigla do polufinala natjecanja gdje je poražena od kasnijeg prvaka Francuske. Budući da je kasnije žestoko kritizirao suca koji je prema njemu Tricolore nagradio s penalom, određena mu je kazna zabrane nastupa za Portugal od devet mjeseci. Kasnije je kazna smanjena na šest mjeseci.
Također, igrač je na tom turniru bio vizualno prepoznatljiv po obojenoj kosi i bradi u žuto. 
Drugo veće natjecanje na kojem je Xavier nastupio s Portugalom bilo je Svjetsko nogometu prvenstvo u Japanu i Južnoj Koreji 2002. Tamo je odigrao samo posljednju utakmicu skupine, ušavši u igru kao zamjena protiv Južne Koreje. Portugal je tada neočekivano ispao već u skupini zajedno s Poljskom a dalje su prošli reprezentacije SAD-a i Južne Koreje.

#### Pogoci za reprezentaciju
| #  | Datum               | Mjesto               | Protivnik | Pogodak | Rezultat | Natjecanje                |
| -- | ------------------- | -------------------- | --------- | ------- | -------- | ------------------------- |
| 1. | 14. listopada 1998. | Bratislava, Slovačka | Slovačka  | 0:3     | 0:3      | Kvalifikacije za EURO 00' |
| 2. | 9. listopada 1999.  | Lisabon, Portugal    | Mađarska  | 3:0     | 3:0      | Kvalifikacije za EURO 00' |

## Osvojeni trofeji

### Klupski trofeji
| Klub          | Trofej              | Sezona    |
| Portugal      | Portugal            | Portugal  |
| ------------- | ------------------- | --------- |
| Benfica       | Primeira Liga       | 1993./94. |
| Nizozemska    |                     |           |
| PSV Eindhoven | Nizozemski Superkup | 1998./99. |

## Vanjske poveznice
- Statistika igrača na Soccerbase.com  Arhivirana inačica izvorne stranice od 13. svibnja 2007. (Wayback Machine)
- Statistika igrača na Football Database.com